# Dawid Schneuer
Dawid Schneuer (ur. 1905 w Przemyślu, zm. w listopadzie 1988 w Izraelu) – polsko-niemiecki scenograf i plakacista pochodzenia żydowskiego.
Jego rodzina w drodze emigracji przez Hamburg do Ameryki zdecydowała się podczas pobytu w Hamburgu pozostać w Niemczech. Uczęszczał do dziewięcioletniej szkoły średniej (Oberrealschule) w Monachium. Do osiemnastego roku życia mieszkał wraz z rodzicami w Monachium. Studiował tam w Szkole Rzemiosła Artystycznego (Kunstgewerbeschule). Jego twórczość rozwijała się pod wpływem niemieckiego ekspresjonizmu i Nowej Rzeczowości.
W roku 1923 wyjechał do Paryża i rozpoczął studia na tamtejszej Akademii Sztuk Pięknych. Po ukończeniu studiów pracował jako scenograf i plakacista w teatrze Kammerspiele w Monachium. Przez pół roku pracował w Berlinie jako malarz szyldów.
Po krótkim pobycie w KL Dachau wyjechał w listopadzie 1933 do Izraela, gdzie pozostał do końca życia. Stworzył wiele dzieł malarstwa ściennego oraz plakatów w Izraelu i za granicą. Uczestniczył w wielu wystawach sztuki w Europie i Ameryce.